# Управление по электроэнергии
Управление по электроэнергии (ивр. רשות החשמל‎) — государственное управление правительства Израиля, отвечающее за установление тарифов, регулирование и надзор за электро-энергетическим сектором в Израиле. Управление было создано в 1996 году, когда истек срок 70-летней концессии Израильской электрической компании, и в рамках Закона об электроэнергетике (1996) . До создания Управления по электроэнергии сама Электрическая компания сотрудничала с правительством Израиля в различных областях, связанных с регулированием системы электроснабжения в Израиле, таких как инициирование строительства новых электростанций.
Полномочия и обязанности Управления, а также состав членов Управления и режим его работы определяются и основываются на Законе об электроэнергетике. Управление по электроэнергии выступает в качестве профессионального регулятора в области электричества в Государстве Израиль и отвечает за регулирование и надзор за предоставлением государственных услуг в области электричества в Израиле. Управление стремится поддерживать баланс интересов потребителей, электрической компании, производителей электроэнергии и государства.
Часть роли Управления по электроэнергии заключается в определении тарифа на электроэнергию в Израиле и в реализации решений израильского правительства, устанавливающих требуемый уровень производства электроэнергии частными производителями и с использованием возобновляемых источников энергии, путем поощрения и регулирования частных производителей электроэнергии, производителей электроэнергии из возобновляемых источников энергии, а также электрической компании, владеющая большей частью мощностей по производству электроэнергии в Израиле.
В рамках Закона об организации в 2015–2016 годах Управление по электроэнергии было объединено с Отделом по электроэнергетике Министерства энергетики, роль которого заключалась в выдаче лицензий на частное производство электроэнергии. Фоном для объединения послужило множество разногласий между этими органами и желание сократить количество  регулирующих органов в электроэнергетике. Также в рамках закона новое управление было подчинено министру энергетики, по сравнению с предыдущей ситуацией, когда управление было внешним и независимым.

## Основные обязанности управления
- Определение тарифов на электроэнергию и способы их обновления.
- Определение необходимых стандартов уровня, характера и качества услуг, предоставляемых потребителям различными организациями, работающими в сфере электроэнергетики, и надзор за выполнением этих обязательств в соответствии со стандартами, установленными Управлением.
- Проведение контроля затрат электрической компании, с целью определения тарифных составляющих.
- Выдача лицензий на деятельность в сфере электроэнергетики и контроль за выполнением условий, предусмотренных лицензиями.
- Определение экономических механизмов для владельцев лицензий и частного предпринимательства в электроэнергетическом секторе по отношению к электроэнергетической компании.
- Определение экономических механизмов (тарифов) для стимулирования и деятельности производителей электроэнергии из возобновляемых источников энергии.
- Содействие мерам по управлению и оптимизации потребления.
- Проверка жалоб потребителей на поставщика услуг и решение вопроса.
- Забота о минимизации затрат в электроэнергетическом секторе.
- Создание условий для конкуренции в электроэнергетике [2] .

## Председатель управления
Председатель управления назначается правительством, срок его полномочий составляет пять лет с возможностью продления еще на четыре года [1] .
| Имя                 | Начало срока     | Конец срока     | Примечания        |
| ------------------- | ---------------- | --------------- | ----------------- |
| Хаим Эйлат          | 1 июля 1995      | 31 октября 2001 |                   |
| Давид Асос          | 19 августа 2001  | 31 декабря 2006 |                   |
| Амнон Шафира        | 11 сентября 2006 | 10 апреля 2012  |                   |
| Орит Фаркаш-Ха-Коэн | 26 сентября 2011 | 31 декабря 2015 |                   |
| Асаф Эйлат          | 8 мая 2016       | 2 июля 2020     |                   |
| Йоав Катсату        | 3 июля 2020      |                 | в настоящее время |

## Департаменты управления

### Департамент регулирования
На этот департамент возложена разработка стандартов и тарифов для различных поставщиков услуг в электроэнергетическом секторе. Деятельность департамент сосредоточена на продвижении объектов возобновляемой энергетики, с одной стороны, и на изучении последствий и косвенных финансовых затрат на выбросы загрязняющих веществ от электростанций, которые вырабатывают электроэнергию из топлива, с целью субсидирования производителей возобновляемой энергии путем установления надбавок за не-загрязнение в сотрудничестве с Министерством охраны окружающей среды, с другой стороны.

### Департамент финансов и управления рисками
Этот департамент работает над обеспечением финансовой устойчивости производителей электроэнергии в Израиле путем разработки моделей и параметров для определения и обновления затрат на финансирование и соответствующей рентабельности собственного капитала производителей электроэнергии, что отражается в различных тарифах на электроэнергию, на основе финансовых моделей и будущих сценариев. Департамент изучает влияние экстремальных сценариев на прибыльность и финансовую стабильность поставщика основных услуг и частных производителей электроэнергии, а также анализирует их финансовые затраты и финансовые риски. Департамент также работает над формулированием серий и стандартов, которые поддерживают финансирование и преодолевают существующие финансовые барьеры, а также сопровождает процессы финансового закрытия от имени Управления.

### Департамент учета и контроля
Департаменту поручен анализ финансовой отчетности производителей электроэнергии путем корректировки записей в соответствии со структурой тарифов, установленной Управлением, включая применение коэффициентов эффективности. Этот департамент инициирует требования к уникальным отчетам для департамента, которые будут использоваться для контроля затрат.

### Департамент лицензирования
На департамент возложена выдача лицензий на деятельность производителей электроэнергии, оно находится в постоянном контакте с соискателями лицензий в области производства, передачи и распределения, рекомендует пленуму управления о выдаче таких лицензий и осуществляет надзор за соблюдением их условий по закону.

### Экономический департамент
Деятельность департамента сосредоточена на контроле и проверке финансовой деятельности поставщиков электроэнергии. Департамент отвечает за определение структуры и уровня тарифа и способов его актуализации. Департамент осуществляет ценообразование дополнительных услуг, предоставляемых поставщиками жизненно важных услуг, в соответствии с решениями Управления, а также отслеживает и контролирует планы инвестиций и развития поставщиков жизненно важных услуг и степень их влияния на тариф. Экономический департамент совместно с другими департаментами Управления изучает нормативную стоимость услуг, определяемую в рамках различных серий, определяемых отделами в рамках их текущей деятельности.

### Инженерный департамент
Департамент отвечает за надежность и качество электроснабжения и концентрирует все аспекты обслуживания, связанные с надежностью электроснабжения и качеством электроэнергии, включая область подключений, политику дефицита, политику развития на уровне исполнения, инициированную произведения, выпуск исторических частей, умная доля и умная сеть. Департамент также отвечает за рассмотрение технико -экономических обоснований и исследований по подключению частных производителей к распределительным и передающим сетям.

### Департамент по работе с потребителями и общественным запросам
Департаменту поручено установление потребительских стандартов и осуществление контроля и надзора за выполнением указаний стандартов посредством отчетов и выездных проверок. Департамент отвечает за реализацию положений Закона о свободе информации . Департамент общественных запросов работает с потребителями и различными потребительскими организациями, а также с другими внутренними государственными и внешними органами по различным потребительским вопросам. Департамент рассматривает жалобы потребителей на поставщиков электроэнергии и принимает по ним решения. Его решения по делам являются обязательными для поставщиков электроэнергии.

### Департамент контроля за стратегией и политикой Управления
Департамент контроля за стратегией и политикой отвечает за представление Управления и координацию его операций перед высокопоставленными иностранными должностными лицами в правительстве, бизнес-секторе и научных кругах. Развитие и углубление профессионального сотрудничества Управления с параллельными регулирующими органами в Израиле и мире, разработка и формулирование государственной политики, позиционирование и брендинг Управления по электроэнергетике и определение стратегии управления по связям с общественностью.

### Департамент охраны окружающей среды
Деятельность департамента сосредоточена на последствиях для охраны окружающей среды от деятельности в электроэнергетическом секторе, продвижении политики в области возобновляемых источников энергии, анализе экономических затрат и способов их реализации. В рамках этой работы, на департамент возложены отношения с различными сторонами в экономике по вопросам, касающимся охраны окружающей среды, и он сопровождает профессиональные подразделения Управления в этой области.